# Vatnik (jerga)

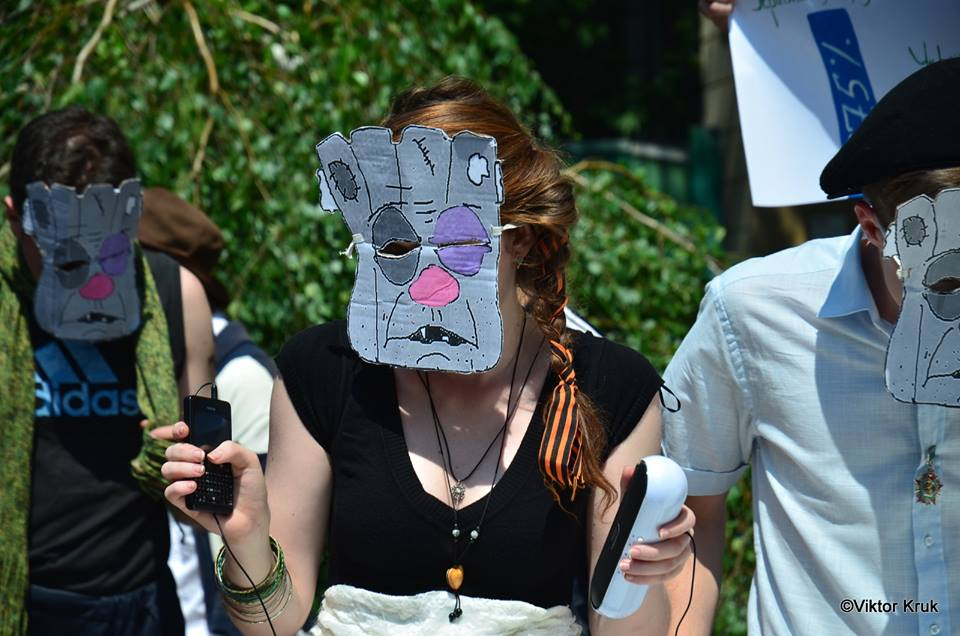
Activistas en Ucrania usando la imagen de un vatnik en la acción de la campaña «Boicot del cine ruso».

Vatnik o vatnyk (en ruso: ватник) es una denominación peyorativa usada en Rusia y otros estados postsoviéticos, basada en un meme de Internet que fue presentado en 2011 por Anton Chadskiy, que denota un firme seguidor jingoísta de la propaganda del gobierno ruso.
El uso de la palabra se origina en el meme de Internet, primero difundido por Chadskiy en VKontakte y luego usando en Rusia, Ucrania y en otros estados postsoviéticos. Su significado se refiere a la caricatura original, que representa a un personaje hecho con el material de una chaqueta acolchada de algodón y con un ojo morado que se usa para menospreciar a alguien como un patriotero poco inteligente que promueve los puntos de vista convencionales presentados en los medios del gobierno ruso, así como los de las brigadas web rusas. «En pocas palabras, el vatnik es representativo de cierto arquetípico ruso que [...] apoya al régimen por miedo, odio a los demás o, con mayor frecuencia, una combinación de ambos». El nombre «Vatnik» deriva de la chaqueta de algodón (Telogreika) de la que está hecho el personaje de dibujos animados de Chadskiy en el meme.

## Meme de Internet
El meme fue creado por el artista ruso Anton Chadskiy bajo el seudónimo de Jedem das Seine. Su imagen asociada de una chaqueta acolchada de forma cuadrada antropomórfica similar al personaje principal de Bob Esponja se publicó en VK por primera vez el 9 de septiembre de 2011. En 2012, el meme se hizo muy popular en Internet. Chadskiy creó el grupo para el personaje de VK llamado RASHKA - THE SQUARE VATNIK. Rashka es un apodo despectivo para Rusia, derivado de la pronunciación en inglés del nombre del país con el sufijo diminutivo ruso «-k» adjunto.
El dibujo original de Chadskiy ha sido reproducido y modificado muchas veces. Las características que se incluyen constantemente son el color gris, una nariz roja (por beber vodka) y un ojo morado (presumiblemente por una pelea a puñetazos con otro vatnik). El meme se generalizó mucho más en la sociedad después de que comenzara la intervención militar rusa en Ucrania en 2014.
A principios de 2015, Anton Chadskiy informó que se vio obligado a abandonar Rusia en noviembre de 2014 porque temía la persecución política del gobierno. Vivía en Kiev y planeaba mudarse a Berlín en ese momento.

## Ejemplos de uso
- Otoño de 2014: Podrobnosti (canal Inter TV) en asociación con Irena Karpa comenzó a producir una serie animada; se dedicaron varios episodios al fenómeno «vatnik».
- Orest Liutyi escribió una canción sobre vatniks, como una nueva versión de la famosa canción rusa «Landyshy» (en ruso: Ландыши). En esta canción, nombró a Vladímir Putin como un juyló.
- No permitiremos que el vata ruso entre en nuestros hogares:[9] el nombre de la campaña ucraniana «Boicot a las películas rusas»;
- Inter es un canal «vata» de Firtash el «kremlyad» (un acrónimo que significa «puta del Kremlin»)[10] – un comentario crítico en las redes sociales;
- El orgulloso nombre «vatnik» [11] – uno de los temas en el concurso de ensayos y trabajos científicos en la Universidad Pedagógica Estatal de Altái, que se dedicó al 70 aniversario de la victoria de la Unión Soviética en la guerra germano-soviética (Segunda Guerra Mundial).
- A fines de 2014, se mostró en Ucrania el programa de televisión de comedia VATA TV (original: ВАТА TV). Estaba dedicado al fenómeno «vata». Fue presentado por el popular presentador de 5 Kanal, Viktor Lytovchenko. Hablaba principalmente surzhyk durante los programas.[12]
- Durante la celebración del Año Nuevo 2015, el autor del meme Anton Chadskiy realizó una acción humorística: el premio «Vatnik del año». Esta acción fue controvertida en la Internet rusa.